# 丁石僧
丁石僧（1879年—1956年），原名懷瑾，字石生，晚署石僧，男，云南宾川人，中国政治人物。